# كأس سيكافا للأندية
كأس سيكافا للأندية هي بطولة كرة قدم يُنظمها مؤتمر جمعيات شرق ووسط أفريقيا لكرة القدم (CECAFA). وقد عُرفت باسم (Kagame Interclub Cup) منذ عام 2002 عندما بدأ الرئيس الرواندي بول كاغامه برعاية المسابقة. وتتنافس على المسابقة أندية شرق ووسط أفريقيا.

## تاريخ
بدأت البطولة في عام 1967، حيث فاز بها نادي أبالوهيا الكيني، ولكن لم يتم الاعتراف بها رسميا. وتوقفت المسابقة حتى عام 1974، حيث أصبح نادي سيمبا التنزاني أول بطل رسمي للبطولة.